# Traité de Londres (1864)
Pour les articles homonymes, voir Traité de Londres.

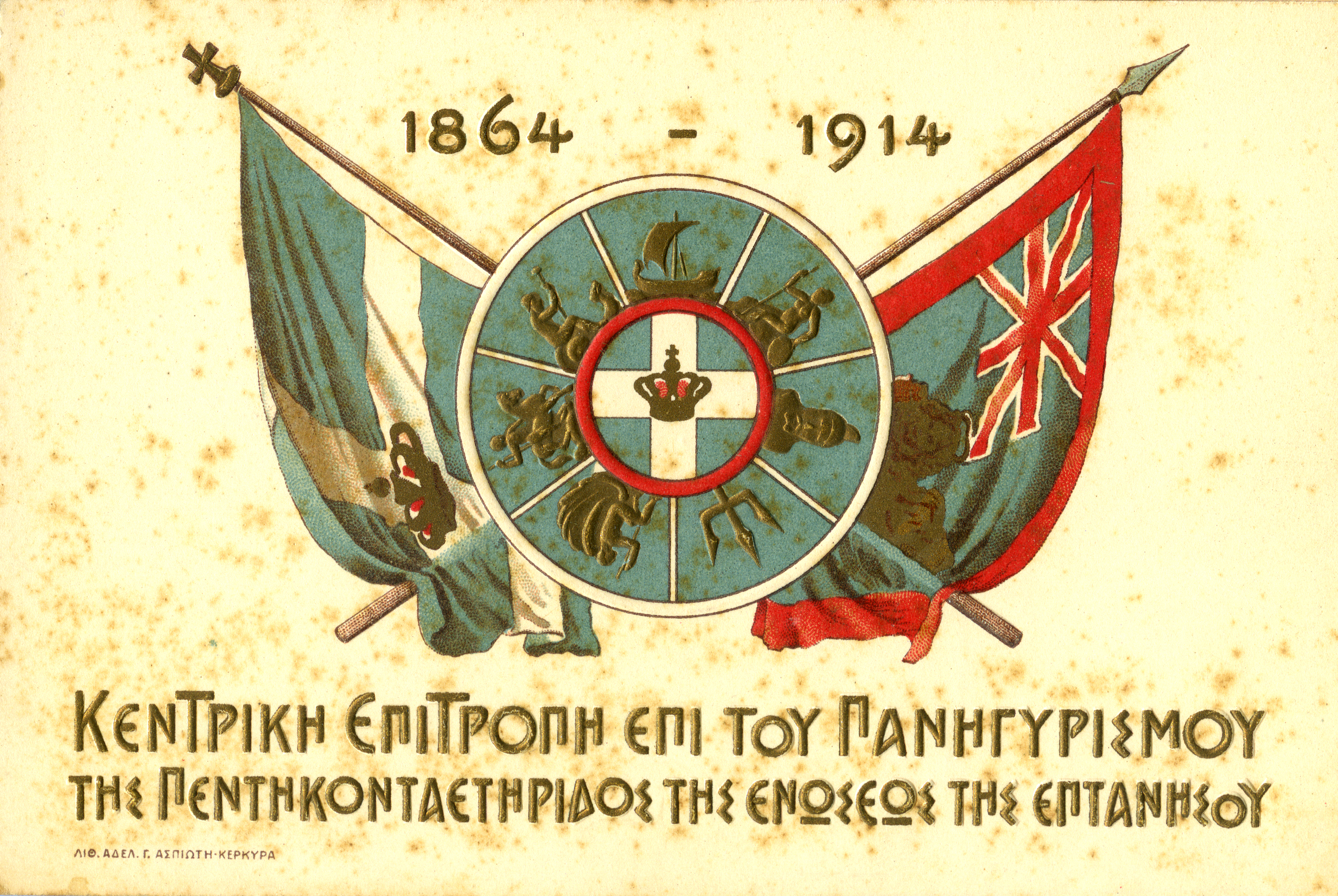
Carte postale publiée en 1914 à l'occasion du cinquantième anniversaire de l'Union des îles Ioniennes avec la Grèce.

Le traité de Londres concerne la cession des îles Ioniennes à la Grèce par le Royaume-Uni, qui les possédait depuis le traité de Paris de 1815.
Les îles en question étaient Corfou, Ithaque, Paxos, Céphalonie, Zante et Lefkas, ainsi que Cythère, qui n'est pas à proprement parler une île ionienne, étant située au sud de la péninsule du Péloponnèse.
Depuis que la Grèce avait obtenu l'indépendance en 1832, les habitants des îles ioniennes avaient manifesté leur opposition à la souveraineté étrangère, et la décision de céder ce territoire à la Grèce fut prise lors d'une réunion du gouvernement britannique, en 1862, par le secrétaire aux Affaires étrangères de l'époque, Henry John Temple, soutenu par la reine Victoria. Maintenir le contrôle britannique sur ces îles apparaissait en effet trop coûteux par rapport aux avantages stratégiques qu'on pouvait en attendre.
Après de longues négociations, le traité de Londres fut signé par le plénipotentiaire grec, Charílaos Trikoúpis, le 29 mars 1864. Le 2 mai 1864, les Britanniques quittèrent les îles, qui devinrent trois provinces du royaume de Grèce. Le Royaume-Uni conserva l'usage d'un port sur l'île de Corfou.